# 2011-es Formula–1 brit nagydíj
A brit nagydíj a 2011-es Formula–1 világbajnokság kilencedik futama volt, amelyet 2011. július 8. és július 10. között rendeztek meg az angliai Silverstone-ban.

## Szabadedzések

### Első szabadedzés
A brit nagydíj első szabadedzését július 8-án, pénteken délelőtt tartották.
| Helyezés | Versenyző          | Csapat/Motor         | Elért idő | Különbség | Futott kör |
| -------- | ------------------ | -------------------- | --------- | --------- | ---------- |
| 1        | Mark Webber        | Red Bull-Renault     | 1:46,603  | −         | 19         |
| 2        | Michael Schumacher | Mercedes             | 1:47,263  | + 0,660   | 20         |
| 3        | Rubens Barrichello | Williams-Cosworth    | 1:47,347  | + 0,744   | 23         |
| 4        | Sergio Pérez       | Sauber-Ferrari       | 1:47,422  | + 0,819   | 22         |
| 5        | Felipe Massa       | Ferrari              | 1:47,562  | + 0,959   | 13         |
| 6        | Nico Rosberg       | Mercedes             | 1:47,758  | + 1,155   | 16         |
| 7        | Fernando Alonso    | Ferrari              | 1:48,161  | + 1,558   | 16         |
| 8        | Lewis Hamilton     | McLaren-Mercedes     | 1:48,549  | + 1,946   | 21         |
| 9        | Nico Hülkenberg    | Force India-Mercedes | 1:48,598  | + 1,995   | 19         |
| 10       | Jaime Alguersuari  | Toro Rosso-Ferrari   | 1:48,678  | + 2,075   | 22         |
| 11       | Paul di Resta      | Force India-Mercedes | 1:48,730  | + 2,127   | 18         |
| 12       | Sébastien Buemi    | Toro Rosso-Ferrari   | 1:48,778  | + 2,175   | 18         |
| 13       | Sebastian Vettel   | Red Bull-Renault     | 1:48,794  | + 2,191   | 21         |
| 14       | Pastor Maldonado   | Williams-Cosworth    | 1:48,809  | + 2,206   | 17         |
| 15       | Jenson Button      | McLaren-Mercedes     | 1:48,841  | + 2,238   | 23         |
| 16       | Nick Heidfeld      | Renault              | 1:48,941  | + 2,338   | 20         |
| 17       | Vitalij Petrov     | Renault              | 1:49,603  | + 3,000   | 15         |
| 18       | Kobajasi Kamui     | Sauber-Ferrari       | 1:50,133  | + 3,530   | 17         |
| 19       | Jarno Trulli       | Lotus-Renault        | 1:50,222  | +3,619    | 14         |
| 20       | Karun Chandhok     | Lotus-Renault        | 1:51,119  | + 4,516   | 17         |
| 21       | Timo Glock         | Virgin-Cosworth      | 1:52,470  | + 5,867   | 17         |
| 22       | Vitantonio Liuzzi  | HRT-Cosworth         | 1:53,143  | + 6,540   | 20         |
| 23       | Jérôme d’Ambrosio  | Virgin-Cosworth      | 1:53,469  | + 6,866   | 26         |
| 24       | Daniel Ricciardo   | HRT-Cosworth         | 1:54,334  | + 7,731   | 24         |

### Második szabadedzés
A brit nagydíj második szabadedzését július 8-án, pénteken délután tartották.
| Helyezés | Versenyző          | Csapat/Motor         | Elért idő | Különbség | Futott kör |
| -------- | ------------------ | -------------------- | --------- | --------- | ---------- |
| 1        | Felipe Massa       | Ferrari              | 1:49,967  | −         | 9          |
| 2        | Nico Rosberg       | Mercedes             | 1:50,744  | + 0,777   | 16         |
| 3        | Kobajasi Kamui     | Sauber-Ferrari       | 1:51,395  | + 1,428   | 16         |
| 4        | Lewis Hamilton     | McLaren-Mercedes     | 1:51,438  | + 1,471   | 6          |
| 5        | Jenson Button      | McLaren-Mercedes     | 1:51,518  | + 1,551   | 6          |
| 6        | Adrian Sutil       | Force India-Mercedes | 1:51,738  | + 1,771   | 18         |
| 7        | Paul di Resta      | Force India-Mercedes | 1:51,781  | + 1,814   | 7          |
| 8        | Rubens Barrichello | Williams-Cosworth    | 1:51,992  | + 2,025   | 13         |
| 9        | Sergio Pérez       | Sauber-Ferrari       | 1:52,169  | + 2,202   | 12         |
| 10       | Sébastien Buemi    | Toro Rosso-Ferrari   | 1:52,189  | + 2,222   | 21         |
| 11       | Vitalij Petrov     | Renault              | 1:52,198  | + 2,231   | 9          |
| 12       | Michael Schumacher | Mercedes             | 1:52,325  | + 2,358   | 12         |
| 13       | Heikki Kovalainen  | Lotus-Renault        | 1:52,578  | + 2,611   | 16         |
| 14       | Mark Webber        | Red Bull-Renault     | 1:52,587  | + 2,620   | 6          |
| 15       | Fernando Alonso    | Ferrari              | 1:52,869  | + 2,902   | 8          |
| 16       | Nick Heidfeld      | Renault              | 1:54,023  | + 4,056   | 8          |
| 17       | Jaime Alguersuari  | Toro Rosso-Ferrari   | 1:54,274  | + 4,307   | 16         |
| 18       | Sebastian Vettel   | Red Bull-Renault     | 1:54,545  | + 4,578   | 4          |
| 19       | Jérôme d’Ambrosio  | Virgin-Cosworth      | 1:54,714  | + 4,747   | 13         |
| 20       | Pastor Maldonado   | Williams-Cosworth    | 1:55,155  | + 5,188   | 8          |
| 21       | Jarno Trulli       | Lotus-Renault        | 1:55,155  | +5,188    | 12         |
| 22       | Timo Glock         | Virgin-Cosworth      | 1:55,549  | + 5,582   | 10         |
| 23       | Daniel Ricciardo   | HRT-Cosworth         | 1:55,828  | + 5,861   | 10         |
| 24       | Vitantonio Liuzzi  | HRT-Cosworth         | 1:56,037  | + 6,070   | 6          |

### Harmadik szabadedzés
A brit nagydíj harmadik szabadedzését július 9-én, szombaton délelőtt tartották.
| Helyezés | Versenyző          | Csapat/Motor         | Elért idő | Különbség | Futott kör |
| -------- | ------------------ | -------------------- | --------- | --------- | ---------- |
| 1        | Sebastian Vettel   | Red Bull-Renault     | 1:31,401  | −         | 17         |
| 2        | Fernando Alonso    | Ferrari              | 1:31,464  | + 0,063   | 20         |
| 3        | Mark Webber        | Red Bull-Renault     | 1:31,829  | + 0,428   | 12         |
| 4        | Felipe Massa       | Ferrari              | 1:32,169  | + 0,768   | 20         |
| 5        | Pastor Maldonado   | Williams-Cosworth    | 1:32,496  | + 1,095   | 20         |
| 6        | Jenson Button      | McLaren-Mercedes     | 1:32,956  | + 1,555   | 18         |
| 7        | Kobajasi Kamui     | Sauber-Ferrari       | 1:33,014  | + 1,613   | 20         |
| 8        | Nico Rosberg       | Mercedes             | 1:33,044  | + 1,643   | 23         |
| 9        | Sergio Pérez       | Sauber-Ferrari       | 1:33,264  | + 1,863   | 21         |
| 10       | Paul di Resta      | Force India-Mercedes | 1:33,423  | + 2,022   | 22         |
| 11       | Michael Schumacher | Mercedes             | 1:33,551  | + 2,150   | 11         |
| 12       | Adrian Sutil       | Force India-Mercedes | 1:33,660  | + 2,259   | 22         |
| 13       | Lewis Hamilton     | McLaren-Mercedes     | 1:33,842  | + 2,441   | 16         |
| 14       | Rubens Barrichello | Williams-Cosworth    | 1:33,905  | + 2,504   | 21         |
| 15       | Vitalij Petrov     | Renault              | 1:34,042  | + 2,641   | 22         |
| 16       | Jaime Alguersuari  | Toro Rosso-Ferrari   | 1:34,329  | + 2,928   | 20         |
| 17       | Sébastien Buemi    | Toro Rosso-Ferrari   | 1:34,799  | + 3,398   | 20         |
| 18       | Nick Heidfeld      | Renault              | 1:34,822  | + 3,421   | 21         |
| 19       | Heikki Kovalainen  | Lotus-Renault        | 1:35,225  | + 3,824   | 21         |
| 20       | Jarno Trulli       | Lotus-Renault        | 1:36,905  | +5,504    | 21         |
| 21       | Timo Glock         | Virgin-Cosworth      | 1:37,614  | + 6,213   | 18         |
| 22       | Jérôme d’Ambrosio  | Virgin-Cosworth      | 1:38,068  | + 6,667   | 20         |
| 23       | Daniel Ricciardo   | HRT-Cosworth         | 1:38,289  | + 6,888   | 19         |
| 24       | Vitantonio Liuzzi  | HRT-Cosworth         | 1:38,568  | + 7,167   | 17         |

## Időmérő edzés
A brit nagydíj időmérő edzését július 9-én, szombaton futották.
| Helyezés | Versenyző          | Csapat/Motor         | 1. rész  | 2. rész  | 3. rész  |
| -------- | ------------------ | -------------------- | -------- | -------- | -------- |
| 1        | Mark Webber        | Red Bull-Renault     | 1:32.670 | 1:31.673 | 1:30.399 |
| 2        | Sebastian Vettel   | Red Bull-Renault     | 1:32.977 | 1:32.379 | 1:30.431 |
| 3        | Fernando Alonso    | Ferrari              | 1:32.986 | 1:31.727 | 1:30.516 |
| 4        | Felipe Massa       | Ferrari              | 1:32.760 | 1:31.640 | 1:31.124 |
| 5        | Jenson Button      | McLaren-Mercedes     | 1:34.230 | 1:32.273 | 1:31.898 |
| 6        | Paul di Resta      | Force India-Mercedes | 1:34.472 | 1:32.569 | 1:31.929 |
| 7        | Pastor Maldonado   | Williams-Cosworth    | 1:32.702 | 1:32.588 | 1:31.933 |
| 8        | Kobajasi Kamui     | Sauber-Ferrari       | 1:34.324 | 1:32.399 | 1:32.128 |
| 9        | Nico Rosberg       | Mercedes             | 1:34.186 | 1:32.295 | 1:32.209 |
| 10       | Lewis Hamilton     | McLaren-Mercedes     | 1:33.581 | 1:32.505 | 1:32.376 |
| 11       | Adrian Sutil       | Force India-Mercedes | 1:34.454 | 1:32.617 |          |
| 12       | Sergio Pérez       | Sauber-Ferrari       | 1:34.145 | 1:32.624 |          |
| 13       | Michael Schumacher | Mercedes             | 1:34.160 | 1:32.656 |          |
| 14       | Vitalij Petrov     | Renault              | 1:34.428 | 1:32.734 |          |
| 15       | Rubens Barrichello | Williams-Cosworth    | 1:33.532 | 1:33.119 |          |
| 16       | Nick Heidfeld      | Renault              | 1:35.132 | 1:33.805 |          |
| 17       | Heikki Kovalainen  | Lotus-Renault        | 1:34.923 | 1:34.821 |          |
| 18       | Jaime Alguersuari  | Toro Rosso-Ferrari   | 1:35.245 |          |          |
| 19       | Sébastien Buemi    | Toro Rosso-Ferrari   | 1:35.749 |          |          |
| 20       | Timo Glock         | Virgin-Cosworth      | 1:36.203 |          |          |
| 21       | Jarno Trulli       | Lotus-Renault        | 1:36.456 |          |          |
| 22       | Jérôme d’Ambrosio  | Virgin-Cosworth      | 1:37.154 |          |          |
| 23       | Vitantonio Liuzzi  | HRT-Cosworth         | 1:37.484 |          |          |
| 24       | Daniel Ricciardo   | HRT-Cosworth         | 1:38.059 |          |          |

## Futam
A brit nagydíj futamát július 10-én rendezték.
| Helyezés | Rajtszám | Versenyző          | Csapat/Motor         | Futott kör | Idő/Kiesés oka | Rajthely | Pont |
| -------- | -------- | ------------------ | -------------------- | ---------- | -------------- | -------- | ---- |
| 1        | 5        | Fernando Alonso    | Ferrari              | 52         | 1:28:41.194    | 3        | 25   |
| 2        | 1        | Sebastian Vettel   | Red Bull-Renault     | 52         | +16.511        | 2        | 18   |
| 3        | 2        | Mark Webber        | Red Bull-Renault     | 52         | +16.947        | 1        | 15   |
| 4        | 3        | Lewis Hamilton     | McLaren-Mercedes     | 52         | +28.986        | 10       | 12   |
| 5        | 6        | Felipe Massa       | Ferrari              | 52         | +29.010        | 4        | 10   |
| 6        | 8        | Nico Rosberg       | Mercedes             | 52         | +1:00.655      | 9        | 8    |
| 7        | 17       | Sergio Pérez       | Sauber-Ferrari       | 52         | +1:05.590      | 12       | 6    |
| 8        | 9        | Nick Heidfeld      | Renault              | 52         | +1:15.542      | 16       | 4    |
| 9        | 7        | Michael Schumacher | Mercedes             | 52         | +1:17.912      | 13       | 2    |
| 10       | 19       | Jaime Alguersuari  | Toro Rosso-Ferrari   | 52         | +1:19.108      | 18       | 1    |
| 11       | 14       | Adrian Sutil       | Force India-Mercedes | 52         | +1:19.712      | 11       |      |
| 12       | 10       | Vitalij Petrov     | Renault              | 52         | +1:20.600      | 14       |      |
| 13       | 11       | Rubens Barrichello | Williams-Cosworth    | 51         | +1 kör         | 15       |      |
| 14       | 12       | Pastor Maldonado   | Williams-Cosworth    | 51         | +1 kör         | 7        |      |
| 15       | 15       | Paul di Resta      | Force India-Mercedes | 51         | +1 kör         | 6        |      |
| 16       | 24       | Timo Glock         | Virgin-Cosworth      | 50         | +2 kör         | 20       |      |
| 17       | 25       | Jérôme d’Ambrosio  | Virgin-Cosworth      | 50         | +2 kör         | 22       |      |
| 18       | 23       | Vitantonio Liuzzi  | HRT-Cosworth         | 50         | +2 kör         | 23       |      |
| 19       | 22       | Daniel Ricciardo   | HRT-Cosworth         | 49         | +3 kör         | 24       |      |
| Ki       | 4        | Jenson Button      | McLaren-Mercedes     | 39         | kerék          | 5        |      |
| Ki       | 18       | Sébastien Buemi    | Toro Rosso-Ferrari   | 25         | baleset        | 19       |      |
| Ki       | 16       | Kobajasi Kamui     | Sauber-Ferrari       | 23         | olajszivárgás  | 8        |      |
| Ki       | 21       | Jarno Trulli       | Lotus-Renault        | 10         | olajszivárgás  | 21       |      |
| Ki       | 20       | Heikki Kovalainen  | Lotus-Renault        | 2          | sebességváltó  | 17       |      |

## A világbajnokság állása a verseny után
| H   | Versenyzők         | Pont | H   | Konstruktőrök        | Pont |
| --- | ------------------ | ---- | --- | -------------------- | ---- |
| 1.  | Sebastian Vettel   | 204  | 1.  | Red Bull-Renault     | 328  |
| 2.  | Mark Webber        | 124  | 2.  | McLaren-Mercedes     | 218  |
| 3.  | Fernando Alonso    | 112  | 3.  | Ferrari              | 164  |
| 4.  | Lewis Hamilton     | 109  | 4.  | Mercedes GP          | 68   |
| 5.  | Jenson Button      | 109  | 5.  | Renault              | 65   |
| 6.  | Felipe Massa       | 52   | 6.  | Sauber-Ferrari       | 33   |
| 7.  | Nico Rosberg       | 40   | 7.  | Toro Rosso-Ferrari   | 17   |
| 8.  | Nick Heidfeld      | 34   | 8.  | Force India-Mercedes | 12   |
| 9.  | Vitalij Petrov     | 31   | 9.  | Williams-Cosworth    | 4    |
| 10. | Michael Schumacher | 28   | 10. | Lotus-Renault        | 0    |

(A teljes táblázat)

## Statisztikák
Vezető helyen:
- Sebastian Vettel : 27 kör (1-27)
- Fernando Alonso : 25 kör (28-52)

Fernando Alonso 27. győzelme, 17. leggyorsabb köre, Mark Webber 8. pole pozíciója.
- Ferrari 216. győzelme.

Daniel Ricciardo első versenye.